# Йыгева (совхоз)
Опорно-показательный совхоз «Йы́гева» (эст. Jõgeva näidissovhoos) — одно из ведущих социалистических хозяйств Эстонcкой ССР. Находилось в Йыгеваском и Педъяском сельсоветах Йыгеваского района. Являлось хозяйством Эстонского НИИ земледелия и мелиорации. Центральная усадьба совхоза находилась в посёлке Йыгева.

## В советской Эстонии
Общий земельный фонд совхоза составлял 18,8 тысяч гектара, средняя численность работников в 1978 году — 980 человек.
Сельскохозяйственных угодий у совхоза насчитывалось 10,3 тысяч гектара, сельскохозяйственным производством было занято 532 человека (средняя численность за 1977 год).
Основные отрасли производства — семеноводство (размножение первичного материала для семеноводческих хозяйств), племенное скотоводство и свиноводство. Хозяйство было отнесено к племенным фермам II класса крупного рогатого скота эстонской красной породы и II класса свиней крупной белой породы.
На территории хозяйства было расположено научное учреждение — Йыгеваская селекционная станция (отделение в деревне Кярде, директор Ханс Кюйтс (Hans Küits), основана в 1920 году), которой было выведено и улучшено более 140 сортов различных сельскохозяйственных культур, из них по Эстонии и другим республикам Советского Союза был районирован 41 сорт. В 1970 году на Йыгеваской селекционной станции работало 25 научных сотрудников, из них 1 — доктор наук, 11 кандидатов наук. Станция была одним из старейших и известнейших в Прибалтике учреждений, изучающих и пропагандирующих пастбищные культуры.
В входящей в состав совхоза деревне Тоома работала основанная в 1910 году опытная станция, которая долгое время была в Прибалтике одним из центров работы по освоению болот и проведению научных исследований в этой области.
На выставке достижений народного хозяйства в 1975 году всесоюзное признание получило архитектурное решение центральной усадьбы совхоза.
В совхозе работала Герой Социалистического Труда доярка Айно Роомет (Aino Roomet).
Директором хозяйства с 1961 года был Март Уудла (Mart Uudla).

## Кинохроника
В 1981 году киностудией Таллинфильм был снят документальный фильм «Председатель головной группы народного контроля опорно-показательного совхоза «Йыгева» Ааду Мяртин» („Jõgeva Näidissovhoosi rahvakontrolli peagrupi esimees Aadu Märtin”), режиссёр Михаил Дороватовский (Mihhail Dorovatovski).
Таллинской киностудией художественных и документальных фильмов и киностудией «Таллинфильм» было снято четыре документальных фильма о работе Йыгеваской селекционной станции:
- 1956 год — „Ehisaed Jõgeva sordiaretusjaamas“/ «Цветник на Йыгеваской селекционной станции», режиссёр Николай Долинский (Nikolai Dolinski)
- 1962 год — „Jõgeva sordiaretusjaamas“ / «На Йыгеваской селекционной станции», режиссёр Александр Мандрыкин (Aleksandr Mandrõkin)
- 1977 год — „Jõgeva Sordiaretusjaamas“ / «На Йыгеваской селекционной станции», режиссёр Юло Тамбек (Ülo Tambek)
- 1980 год — „Jõgeva Sordiaretusjaam 60-aastane“/ «Йыгеваской селекционной станции — 60 лет», режиссёр Михаил Дороватовский (Mihhail Dorovatovski)

## В независимой Эстонии
После отделения Эстонии от Советского Союза опорно-показательный совхоз «Йыгева», как и все социалистические хозяйства страны, был ликвидирован. На материально-технической базе совхоза в 1993 году было создано государственное предприятие Jõgeva Riigimajand, прекратившее свою деятельность в 1997 году.
На базе совхозной  селекционной станции в ноябре 1992 года был создан Йыгеваский Селекционный Институт (Jõgeva Sordiaretuse Instituut), в 2013 году ставший филиалом Эстонского Института Растениеводства (Eesti Taimekasvatuse Instituut).